# Nicholas Georgescu-Roegen
Nicholas Georgescu-Roegen, de naixement Nicolae Georgescu (Constanţa, Romania, 4 de febrer de 1906 – Nashville, Tennessee, 30 d'octubre de 1994) va ser un matemàtic, estadístic i economista romanès. La seva obra més destacada es titula La llei de l'entropia i el procés econòmic (1971), en el qual s'establia la visió que la segona llei de la termodinàmica (p. ex., l'"energia lliure" utilitzable, que tendeix a dispersar-se o a perdre's en forma d'"energia restringida"), governa els processos econòmics. El seu llibre es considera l'obra fundacional en el camp de la termoeconomía.

## Biografia
Estudià matemàtiques a la Universitat de Bucarest i es graduà l'any 1926. Després d'aconseguir una beca, anà a estudiar a la Universitat de París, on el seu interès es va tornar cap a l'estadística i l'economia. Es va doctorar el 1930, amb una tesi sobre els components cíclics latents en les sèries temporals. Una nova beca li va permetre prosseguir els seus estudis durant dos anys en el University College de Londres amb Karl Pearson.
El 1932, Georgescu-Roegen va tornar a Romania, i es va convertir en Professor d'Estadística a la Universitat de Bucarest. Va mantenir aquesta plaça fins a l'any 1946. Va ser professor a la Universitat Vanderbilt entre 1950 i 1976.
Georgescu-Roegen va introduir dins l'economia, entre d'altres, el concepte d'entropia des de la termodinàmica (quan va distingir de la fundació mecanicista de l'economia neoclàssica dibuixada des de la física newtoniana) i va realitzar treballs fundacionals que després desenvoluparia a l'economia evolucionaria. Els seus treballs van contribuir significativament a la bioeconomía o economia ecològica i són la base de la teoria del decreixement.
Va ser un protegit del reconegut economista Joseph Schumpeter. Entre els seus deixebles destaca l'important economista ecològic Herman Daly.

## Síntesi i abast de la seva obra
Georgescu-Roegen va criticar el que s'ensenya en les facultats d'economia perquè simplificaven la realitat i la falsegen per adequar-la a les seves equacions. Per exemple, deia que se sol suposar que l'ésser humà té un comportament robotitzat, mirant només el seu màxim benefici (anomenat Homo economicus). Per a ell, «l'economia ha de ser una branca de la biologia (...). Som una de les espècies biològiques d'aquest planeta, i com a tal estem sotmesos a totes les lleis que governen l'existència de la vida terrestre». La seva obra més famosa "La llei de l'entropia i el procés econòmic" (1971) és considerat llibre fundacional de l'economia ecològica i base de la teoria del decreixement econòmic. En aquesta línia van continuar uns altres, com el seu deixeble Herman Daly, o Bertrand de Jouvenel.
Va unir llaços entre l'economia, la termodinàmica, i la biologia, sorgint com a resultat la seva bioeconomia, branca coneguda posteriorment com a economia ecològica. Resumint, ell aplica el segona lleu de la termodinàmica (llei de l'entropia), a l'economia, anomenant-la quarta llei de la termodinàmica de forma similar a la segona però amb la matèria. Quarta llei que estableix que el reciclatge complet de la matèria és impossible. El propòsit de la quarta llei va ser fonamentar la seva afirmació inicial que no només els recursos energètics, sinó també els recursos materials, estan subjectes a la degradació física i irreversible quan s'utilitzen en l'activitat econòmica. Degradació impossible de recuperar, ni tan sols amb els mètodes més futuristes de reciclatge. A més, es va introduir el terme "entropia material" per descriure aquesta degradació física dels recursos materials.:104f
La seva conclusió més important és que el creixement econòmic no és la solució als problemes econòmics, i és la principal causa del problema ambiental: «És impossible un creixement exponencial indefinit en un medi ambient que és finit». Per això, va defensar una disminució gradual de la població fins al nivell que pugui alimentar-se amb l'agricultura ecològica. També va remarcar la gravetat de fabricar mercaderies amb alt cost ecològic. Deia que «els avantatges de la mecanització són inqüestionables», però «tals avantatges no deixen de tenir un preu». Georgescu-Roegen no és contrari a la tecnologia, sinó que ressalta la necessitat de reflexionar sobre les seves aplicacions per distribuir bé els finits recursos del planeta, entre totes les generacions. El problema és complex, però conclou una cosa extraordinàriament trista i preocupant, argumentat de forma clara: «tot nen nascut ara significa una vida humana menys en el futur. Però també, que tot automòbil Cadillac produït en qualsevol moment significa menys vides en el futur». El factor limitant no és la finita energia solar, sinó els recursos naturals del nostre planeta. El preocupava el poc ús industrial de l'energia solar i el problema dels residus, proposant seriosament tancar els cicles de materials, la regla de les tres erres, però principalment reduir el consum de recursos: els ciutadans dels països rics han de ser conscients dels "crims bioeconòmics" que suposen actes com canviar de cotxe o de telèfon sovint, redecorar les seves cases. Cal superar les modes, orientar la fabricació cap a productes d'alta durada, i facilitar la reparació dels béns (no llençar unes sabates per un cordó esquinçat): Treure el màxim partit a tot el que usem. Georgescu-Roegen va oferir arguments científics per actuar seguint els consells verds, consells per a una vida lògica i ecològica i les famoses "tres erres", per aprofitar al màxim els recursos, des dels mitjons, al cotxe, l'ordinador, o un llapis. La clau és simple: austeritat, estalvi energètic i estalvi material.

## Obra seleccionada
- "Mathematical Proofs of the Breakdown of Capitalism" (1960), Econometrica 28(2): 225-243.
- "Economic Theory and Agrarian Economics" (1960), Oxford Economic Papers 1960-12: 1-40.
- Analytical Economics: Issues and Problems (1966). Harvard University Press: Cambridge, Massachusetts.
- “Utility”, International Encyclopedia of the Social Sciences (1968). Macmillan: New York.
- Energy and Economic Myths: Institutional and Analytical Economic Essays (1976). Pergamon Press: New York.
- The Entropy Law and the Economic Process (1971). Harvard University Press: Cambridge, Massachusetts.
- “Afterword”, in J. Rifkin and T. Howard, Entropy: A New World View (1971). The Viking Press: New York.